# Instytut Historii Sztuki Uniwersytetu Kardynała Stefana Wyszyńskiego
Instytut Historii Sztuki powołany został na Uniwersytecie Kardynała Stefana Wyszyńskiego w Warszawie (UKSW) w roku 2002. Dzieje kierunku historia sztuki na UKSW sięgają roku 1954, kiedy na Wydziale Teologicznym Akademii Teologii Katolickiej w Warszawie (bezpośredniej poprzedniczki UKSW) powstała Katedra Historii Sztuki Kościelnej, której kierownikiem został ks. prof. Tadeusz Kruszyński. Od roku akademickiego 1963/1964 stanowisko adiunkta w tej katedrze otrzymał ks. Janusz Pasierb, który w 1965 roku został jej kierownikiem. W osobie ks. prof. dr. hab. J. Pasierba widzieć należy właściwego twórcę kierunku i jego wieloletniego kierownika.
W latach sześćdziesiątych XX w. Katedrę Historii Sztuki Kościelnej przekształcono w specjalizację Historii Sztuki Kościelnej pozostającą wciąż w strukturze Wydziału Teologicznego. Po erygowaniu Wydziału Kościelnych Nauk Historycznych i Społecznych ATK (16 VI 1987 r.), specjalizacja uległa dalszemu przekształceniu w kierunek Historia Sztuki Sakralnej z trzema katedrami: Historii Sztuki Średniowiecznej, Historii Sztuki Nowożytnej oraz Historii Sztuki Współczesnej, stając się znaczącą częścią Instytutu Kościelnych Nauk Historycznych.
28 V 1998 r. uchwała Senatu ATK przekształciła dotychczasową specjalizację w nowy kierunek studiów o nazwie Historia Sztuki. Do tego momentu wypromowanych zostało 292 magistrów. 17 X 2002, już po podniesieniu ATK do rangi uniwersytetu (1999), na Wydziale Nauk Historycznych i Społecznych powołany został Instytut Historii Sztuki istniejący do chwili obecnej.
Obecnie, w IHS prowadzone są studia pierwszego i drugiego stopnia na kierunku Historia Sztuki oraz studia pierwszego stopnia na unikatowym kierunku Ochrona Dóbr Kultury i Środowiska (ODKIŚ, od roku akademickiego 2012/2013). Ukazują się czasopisma naukowe Series Byzantine oraz Artifex Novus i Artifex.
Badania naukowe prowadzone przez pracowników IHS UKSW koncentrują się na:
- ikonografii sztuki polskiej. Ten obszar tematyczny od początku inkluzywnie konstytuował fundamentalną problematykę podejmowaną w Instytucie;
- specyfiką Historii Sztuki UKSW są prace prowadzone nad polskim dziedzictwem kulturowym poza granicami kraju, w tym nad architekturą Lwowa, dokumentacja polskich kościołów na terenie USA, prace dokumentacyjne cmentarzy przede wszystkim na terenie dawnego Województwa Tarnopolskiego oraz w Wilnie.

## Struktura Instytutu
Dyrektor: dr hab. Katarzyna Chrudzimska-Uhera
Wicedyrektor: dr Paweł Drabarczyk vel Grabarczyk
- Katedra Sztuki Dawnej
  - Zakład Historii Sztuki Starożytnej i Tradycji Antyku
  - Zakład Sztuki i Ikonografii Średniowiecznej
  - Zakład Architektury
  - Zakład Konserwacji Zabytków i Ochrony Krajobrazu
- Katedra Sztuki Nowożytnej
  - Zakład Ikonografii Nowożytnej
  - Zakład Plastyki Nowożytnej
- Katedra Kultury Artystycznej
  - Zakład Rzemiosła Artystycznego
  - Zakład Kultury Narodów Rzeczpospolitej i Chrześcijańskiego Wschodu
- Katedra Sztuki Nowoczesnej i Współczesnej